# Савченко, Алексей Андреевич
Алексей Андреевич Савченко (род. 9 марта 2000, Ростов-на-Дону) — российский футболист, полузащитник белорусского клуба «Энергетик-БГУ».

## Карьера
Воспитанник футбольного клуба «Энергетик-БГУ». В 2019 году стал выступать за дублирующий состав клуба. В начале 2022 года стал привлекаться к играм с основной командой, однако так и не дебютировал за неё. По итогу сезона вместе с клубом стал серебряным призёром Высшей Лиги. В начале нового сезона 2023 года футболист стал игроком основного состава клуба. На протяжении сезона футболист также оставался игроком скамейки запасных, так и не сыграв за клуб. В январе 2024 года футболист продлил контракт с клубом.